# Kingsche Regel
Die Kingsche Regel (auch King’sche Regel, englisch [Gregory] King’s Law [of Demand] oder King-Davenant Law) geht vermutlich auf den englischen Statistiker Gregory King (1648–1712) zurück und besagt, dass eine geringe Angebotsschwankung bei Nahrungsmitteln überproportionale Preis- bzw. Erlösschwankungen zur Folge hat. King bezog sich damals auf Rückgänge der Getreideernte, die überproportionale Steigerungen der Getreidepreise nach sich zogen, und gab für verschiedene Rückgänge die korrespondierende Preiserhöhung an.
Es ist jedoch strittig, ob eine solche Regel allgemeine Gültigkeit hat bzw. wie genau sie ist. Der Ernteausfall eines einzelnen Landes hat heutzutage sicherlich keinen so großen Einfluss mehr wie früher.
Auch ist unsicher, ob die Regel tatsächlich nur auf King zurückgeht oder ob Charles Davenant (1656–1714), in dessen Publikationen diese Regel erstmals unter Verweis auf Kings statistische Daten auftaucht, sie ebenfalls entwickelte.